# ホンダ・フォルツァ

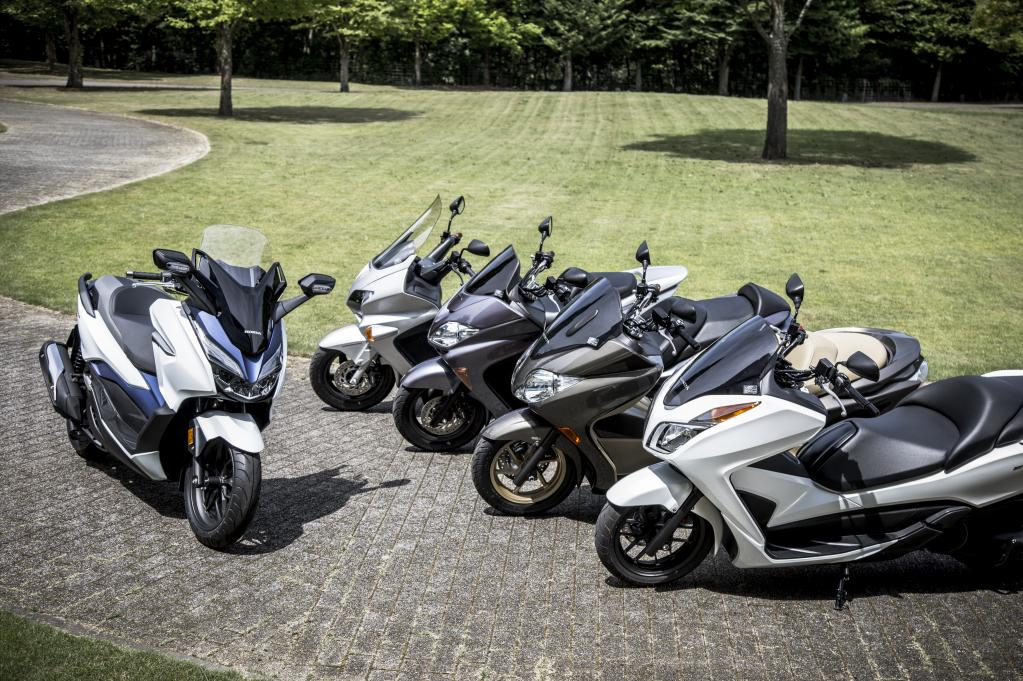
第五世代（MF13）を囲む各世代のフォルツァ。

フォルツァ（伊: Forza）は、本田技研工業が製造販売しているスクーターである。欧州ではJazz、北米ではReflexの呼称で販売された時期もあった。

## 概要
日本では、20世紀末にヤマハ発動機がマジェスティ250（4HC）を発売したのをきっかけに、数年で市場規模が3倍にもなる「軽二輪スクーター・ブーム」が起こった。その覇権争いから本田技研工業が開発したのがフォルツァだった。2004年発売の第二世代（MF08）で市場を制することはできたが、ブームは急速に終息し、市場規模は2010年にはピーク時の4分の1となってしまった。また、競争の過程で開発されたギミックの数々と、日本市場に特化し過ぎたコンセプトは、価格面でも実用面でも輸出にも適さないものとなっていた。
一方、ヤマハ発動機は2005年、早々に欧州向けをXMAX 250（SG16）に切り替え、とりわけ2006年に発売したXMAX 125（SE32）は、フランスのScooter GT市場で確固たる地位を築いていった。競争の場は欧州市場に移ったが、ホンダがXMAXに対抗し得る機種に恵まれるには時間がかかった。2015年に投入したForza 125（JF60）が、ようやくXMAX 125（SE68）を凌駕する存在となると、フォルツァの新たなコンセプトが明確となった。これにより、2018年のForza 300（NF08）、2020年のForza 750（RH11）が開発されることになる。

## フォルツァ（250）

### 第一世代（MF06）
1995年8月に発売されたヤマハ発動機のマジェスティ250（4HC）は、翌1996年には日本国内市場で年間約1万台を売り上げ、「軽二輪」のトップ・セラーとなった。本田技研工業は、1997年にフォーサイト（MF04）を発売して対抗を試みたが歯が立たなかった。調査をしてみると、マジェスティの購買層はフォーサイトを全く評価していないことがわかった。そこで、二の矢とされたのがフォルツァ（MF06）である。
優れた運動性能とそれを象徴する意匠を備え、市場の拡大を牽引している若年層の支持を得るべく開発された。楔形の外装に、大径の前輪、後輪のディスク式制動装置などが装着され、1999年10月開催の東京モーターショーにNSS250の呼称で「参考出品車（市販予定車）」として展示した。
しかし、その約1か月前に開催されたミラノショー（EICMA）で公開された第二世代MAJESTY（5GM）の進化は更に先を行っており、日本のみならず欧州においても、商業的な成功は収めることができなかった。販売呼称は、日本はフォルツァ、欧州はJazz、北米はReflexで、欧州及び北米へは2001年から輸出された。
2000年型
- 日本 - 2000年（平成12年）3月17日、翌18日から発売すると発表した。車体塗色は「フォースシルバーメタリック」、「パールシーシェルホワイト」及び「キャンディグローリーレッド」の3色。メーカー希望小売価格は税込565,950円で、年間販売計画台数は5,000台とした。同年8月1日には、車体塗色に「ピュアブラック」を追加するとともに、「アイドリングストップ・システム」及び「軽二輪」初となるコンバインド・アンチロック・ブレーキ・システムを装備したフォルツァ Sを発売し、年間販売計画台数を10,000台に改めた。メーカー希望小売価格は税込618,450円。

2001年（平成13年）2月27日、フォルツァ及びフォルツァ Sにトップ・ボックスを装着したフォルツァ T及びフォルツァ STを同年3月10日から発売すると発表した。車体塗色は「キャンディグローリーレッド」を廃し、新たにフォルツァ S及びフォルツァSTに「サイバーゴールド」を追加した。フォルツァ Sの「サイバーゴールド」は同年2月27日から発売する。メーカー希望小売価格は、フォルツァ Tが税込586,950円、フォルツァ STが税込639,450円。
あわせて、「カラーオーダープラン」の受注を同年3月30日に開始する。「カラーオーダープラン」で選択できる車体塗色は「クロームオレンジ」、「クリッパーイエロー」、「バイスブルー」及び「ラピスブルーメタリック」の4色で、追加費用は税込21,000円となる。
同年4月1日には、セコムが同日から開始した屋外用セキュリティ専用端末による位置検索・駆け付けサービス「ココセコム」の、ホンダの自動二輪車として最初の推奨車種となり、車載型充電キットが用意された。2000年度のグッドデザイン賞を受賞した。
2001年型
- 欧州 - アンチロック・ブレーキ・システム（ABS）装備の有無で2種ある。車体塗色は4色あり、イタリアでのABS非装着車の価格は11,495,000ITL。
- 北米 - アンチロック・ブレーキ・システム（ABS）装備の有無で2種ある。ABSを装備したスクーターは北米初の例となった。車体塗色はForce Silver Metallic及びCandy Glory Redの2色。

2002年型
- 日本 - 2002年（平成14年）3月30日に、座席下の収納容量を5.5L増やすなどの一部変更を施し発売した。メーカー希望小売価格は、フォルツァが税込576,450円、フォルツァ Sが税込628,950円、フォルツァ Tが税込597,450円、フォルツァ STが税込649,950円で、年間販売計画台数は5,000台とした。同年5月31日には、フォルツァ スペシャル及びフォルツァ S スペシャルを1,000台限定で発売した。「ピュアブラック」の車体塗色に座席等を「モカベージュ」に着色した。メーカー希望小売価格は、フォルツァ スペシャルが税込589,950円、フォルツァ S スペシャルが税込639,450円。
- 北米 - 車体塗色はMetallic Red、Metallic Silver、Gold及びCandy Dark Redの4色だった。

2003年型
- 日本 - 2003年（平成15年）2月28日に、フォルツァ T及びフォルツァ STを廃し、フォルツァ Type X及びフォルツァ Type X カラーオーダープランを追加し販売すると発表した。Type X及びType X カラーオーダープランは、短いウインドシールドやハンドルバー・キャップなどを装着している。車体塗色は「サイバーゴールド」が廃され、Type X専用に「クリッパーイエロー」が追加された、「カラーオーダープラン」はType X カラーオーダープランでしか選択できなくなった。メーカー希望小売価格はType Xが税込597,450円、Type X カラーオーダープランが税込618,450円。年間販売計画台数は8,000台とした。同年8月8日には、フォルツァ・TYPE X スペシャルを1,000台限定で発売した。車体塗色は「ピュアブラック」で、「マルチグラデーションストライプ」が施された。メーカー希望小売価格は税込618,450円。
- 北米 - 車体塗色はClipper Yellowのみだった。

2004年型
- 北米 - オルタネーターを改良した。短いウインドシールドやハンドルバー・キャップなどを装着したReflex Sportが設定された。車体塗色はReflexがRedで、Reflex SportはBlack。価格は、Reflexが5,199.00USD、Reflex ABSが5,699.00USD、Reflex Sportが5,199.00USD、Reflex Sport ABSが5,699.00USD。

2005年型
- 北米 - 車体塗色はReflexがCandy Dark Redで、Reflex SportはMetallic Silver。価格は、Reflexが5,499.00USD、Reflex ABSが5,999.00USD、Reflex Sportが5,499.00USD、Reflex Sport ABSが5,999.00USD。

2006年型
- 北米 - 車体塗色はReflexがCandy Blueで、Reflex SportはYellow。価格は、Reflexが5,499.00USD、Reflex ABSが5,999.00USD、Reflex Sportが5,499.00USD、Reflex Sport ABSが5,999.00USD。

2007年型
- 北米 - 車体塗色はReflexがLight Silver Metallicで、Reflex SportはRed。価格は、Reflexが5,549.00USD、Reflex ABSが6,049.00USD、Reflex Sportが5,549.00USD、Reflex Sport ABSが6,049.00USD。

### 第二世代（MF08）
2003年10月に開催された東京モーターショーで全面改良したフォルツァを公表した。新設計の原動機は電子制御燃料噴射装置を搭載し、新たに「ワイドレンジレシオベルコン」を採用することで滑らかな加速が得られるベルト式CVT（無段変速機）と組み合わせた。加えて、電子制御ベルト式CVTシステム「Honda Sマチック」搭載車も設定した。「Honda Sマチック」は、運転者が選択できる2つの自動変速モードと手動変速モードを備え、平坦路や山岳路などの走行に適応させた変速特性を持っている。
新設計された車枠は、座席下に62Lの容量を実現した。また利便性に優れ、盗難抑止に効果的な双方向通信電子照合式キー「Hondaスマート カード キー」を、二輪車としては世界で初めて標準で搭載している。欧州での販売呼称がForzaに改められた。製造は熊本製作所が担った。
日本国内市場では、2004年（平成16年）5月から2007年（平成19年）5月まで37か月連続で「軽二輪」の届出台数首位を、2005年の年間届出台数では20,575台を記録した。
2004年型
- 日本 - 2004年（平成16年）3月30日に、「Honda Sマチック」非搭載のフォルツァ Xを同年4月27日に、「Honda Sマチック」搭載のフォルツァ Zを同年7月30日に発売すると発表した。車速により音量が変化する車速感応式オーディオ・スピーカー・システムが追加装備として用意された。車体塗色は「サイバーシルバーメタリック」及び「パールミルキーホワイト」の2色のほか、フォルツァ X専用色として「ピュアブラック」が、フォルツァ Zの専用色として「パールサイバーブラック」、「デルタブルーメタリック」及び「キャンディグローリーレッド」が設定された。メーカー希望小売価格は、フォルツァ Xが税込597,450円、フォルツァ Zが税込628,950円で、年間販売計画台数は15,000台とした。同年11月15日には、その年間販売計画台数を発売から半年が過ぎた同月12日までに達成したと発表した。

2005年型
- 日本 - 2005年（平成17年）3月19日に、コンバインド・アンチロック・ブレーキ・システムを採用したフォルツァ Z ABSを発売した。車体塗色は「パールサイバーブラック」及び「パールミルキーホワイト」の2色。メーカー希望小売価格は税込693,000円で、年間販売計画台数は2,000台。同年5月20日には、同年7月31日受注分までの限定生産車フォルツァ Z・スペシャルの発売を発表した。座席に特別な表皮を用いるなどしている。車体塗色は「ピュアブラック」及び「ウイニングレッド」の2色で、メーカー希望小売価格は税込640,500円。販売計画台数は4,000台とした。
- 欧州 -「Honda Sマチック」非搭載車をForza X、「Honda Sマチック」搭載車をForuza EXとして発売した。イタリアでは、Foruza Xの価格は税込4,790EUR、Foruza EXの価格は税込5,690EUR。フランスでの販売はForuza EX ABSの黒色のみで、価格は税込6,000EUR、年間販売計画台数は300台だった。

2006年型
- 日本 - 2006年（平成18年）3月22日に大幅改良を発表した。前部の意匠を見直すとともに、フォルツァ Zに、6速の手動変速モードを7速へ変更するとともに、「キックダウン機構」及び「オートシフトモード」を採用した、新たな「Honda Sマチック」を搭載した。また、コンバインド・アンチロック・ブレーキ・システム搭載車も設定された。車体塗色はフォルツァ Xが「ピュアブラック」及び「パールミルキーホワイト」の2色、フォルツァ Zが「ピュアブラック」、「パールミルキーホワイト」、「ウイニングレッド」及び「デジタルシルバーメタリック」の4色、フォルツァ Z ABSは「ピュアブラック」及び「デジタルシルバーメタリック」の2色。メーカー希望小売価格はフォルツァ Xが税込609,000円、フォルツァ Zが税込640,500円、フォルツァ Z ABSが税込703,500円で、年間販売計画台数は20,000台とした。同年7月18日には、同年8月21日受注分までの限定生産車フォルツァ Z・スペシャルの発売を発表した。特別な車体塗色「ナッソーブルーメタリック」や金色に塗装されたキャスト・ホイールなどが施されている。メーカー希望小売価格は税込651,000円。販売計画台数は3,500台とした。

2007年型
- 日本 - 2007年（平成19年）1月30日に、後輪懸架装置に黄色いショックを採用するなどしたフォルツァ Z・Sパッケージ及びフォルツァ Z ABS・Sパッケージを追加発売した。車体塗色は、フォルツァ Z・Sパッケージが「ピュアブラック」、「デジタルシルバーメタリック」、「ウイニングレッド」及び「クリッパーイエロー」の4色、フォルツァ Z ABS・Sパッケージは「ピュアブラック」及び「デジタルシルバーメタリック」の2色。メーカー希望小売価格はフォルツァ Xが税込609,000円、フォルツァ Zが税込640,500円、フォルツァ Z・Sパッケージが税込661,500円、フォルツァ Z ABS・Sパッケージが税込685,000円で、年間販売計画台数は20,000台だった。

### 第三世代（MF10）
2007年10月に開催された東京モーターショーで全面改良したフォルツァを公表した。新設計の原動機を採用、吸排気効率の向上を図り、従来の2バルブから4バルブへと変更、新形状インテーク・マニホールドの採用や、燃焼室形状および排気ポート形状の最適化などの改良を施し、出力と燃焼効率の向上を実現した。また、メタル・クランク軸受けや一体型クランク、新設計バランサーの組み合わせなどで高い静粛性を実現し、薄肉高張力パイプを使用した軽量かつ高剛性の車枠と、原動機を懸架する高性能リンクの性能から滑らかな乗り味とした。環境性能は、O2センサやキャタライザの採用で、排出ガス中の有害物質を低減するとともに、燃費も向上させた。電子制御ベルト式CVTは、新たに「オートシフトモード」に負荷判別制御機能を追加し、車速、原動機回転数、スロットル開度から、坂道などでの負荷を判別し、瞬時に適当な駆動力が得られるシフト・ポジションへの自動変速を可能にする「Honda Sマチック Evo」となった。その他、前後13インチ・タイヤの採用などで快適性のさらなる向上を図った。
日本では、2016年まで販売された。
2008年型
- 日本 - 2007年（平成19年）12月25日に、「Honda Sマチック Evo」を搭載するフォルツァ Z及びコンバインド・アンチロック・ブレーキ・システムも搭載するフォルツァ Z ABSを、2008年（平成20年）3月14日に「Honda Sマチック Evo」を搭載しないフォルツァ X、オーディオ・システムも搭載したフォルツァ X・オーディオパッケージ、フォルツァ Z・オーディオパッケージ及びフォルツァ Z ABS・オーディオパッケージを発売した。いずれも平成18年排出ガス規制に適合している。

車体塗色は、フォルツァ X及びフォルツァ X・オーディオパッケージが「グラファイトブラック」及び「ロスホワイト」の2色、フォルツァ Z及びフォルツァ Z・オーディオパッケージが「デジタルシルバーメタリック」、「グラファイトブラック」、「デュークマジェンタメタリック及び「キャンディータヒチアンブルー」の4色、フォルツァ Z ABS及びフォルツァ Z ABS・オーディオパッケージが「グラファイトブラック」及び「チタニウムメタリック」の2色。フォルツァ Z ABSは、加えて座席などを「モカベージュ」に着色し、キャスト・ホイールを金色に塗色し差別化されている。メーカー希望小売価格はフォルツァ Xが税込651,000円、フォルツァ X・オーディオパッケージが税込719,250円、フォルツァ Zが税込693,000円、フォルツァ Z・オーディオパッケージが税込761,250円、フォルツァ Z ABSが税込756,000円、フォルツァ Z ABS・オーディオパッケージが税込824,250円。年間販売計画台数はフォルツァ Xが4,000台、その他が9,000台とした。
同年6月20日から、専用の車体色や座席色などを採用したフォルツァ Z・スペシャルエディション、フォルツァ Z・スペシャルエディション・オーディオパッケージ、フォルツァ Z ABS・スペシャルエディション、フォルツァ Z ABS・スペシャルエディション・オーディオパッケージ、フォルツァ Z・スペシャルエディション＜スタイル S＞及びフォルツァ Z・スペシャルエディション＜スタイル S＞・オーディオパッケージの受注を期間限定で開始した。車体塗色は、 Z・スペシャルエディション、 Z・スペシャルエディション・オーディオパッケージ、Z ABS・スペシャルエディション及びZ ABS・スペシャルエディション・オーディオパッケージが「ウイニングレッド」及び「ロスホワイト」の2色、Z・スペシャルエディション＜スタイル S＞及びZ・スペシャルエディション＜スタイル S＞・オーディオパッケージが「マットファームシルバーメタリック」の1色。メーカー希望小売価格はフォルツァ Z・スペシャルエディションが税込703,500円、フォルツァ Z・スペシャルエディション・オーディオパッケージが税込771,750円、フォルツァ Z ABS・スペシャルエディションが税込766,500円、フォルツァ Z ABS・スペシャルエディション・オーディオパッケージが税込834,750円、フォルツァ Z・スペシャルエディション＜スタイル S＞が税込708,750円及びフォルツァ Z・スペシャルエディション＜スタイル S＞・オーディオパッケージが税込777,000円。販売計画台数は Z・スペシャルエディション、Z・スペシャルエディション・オーディオパッケージ、Z ABS・スペシャルエディション及びZ ABS・スペシャルエディション・オーディオパッケージで3,000台、Z・スペシャルエディション＜スタイル S＞及びZ・スペシャルエディション＜スタイル S＞・オーディオパッケージで500台。
- 欧州 - Forza X並びに「Honda Sマチック Evo」及びコンバインド・アンチロック・ブレーキ・システムを搭載するForza EXの2種があった。スペインでの価格は、Forza Xが4,649EUR、Forza EXが5,199EUR。

2009年型
- 日本 - 2009年（平成21年）2月26日発売。車体塗色は、フォルツァ X及びフォルツァ X・オーディオパッケージが「グラファイトブラック」及び「ロスホワイト」の2色、フォルツァ Z及びフォルツァ Z・オーディオパッケージが「グラファイトブラック、「パールサンビームホワイト」、「ソードシルバーメタリック」及び「パールシャイニングイエロー」の4色、フォルツァ Z ABS及びフォルツァ Z ABS・オーディオパッケージが「パールサンビームホワイト」及び「ソードシルバーメタリック」の2色。メーカー希望小売価格はフォルツァ Xが税込651,000円、フォルツァ X・オーディオパッケージが税込719,250円、フォルツァ Zが税込693,000円、フォルツァ Z・オーディオパッケージが税込761,250円、フォルツァ Z ABSが税込756,000円、フォルツァ Z ABS・オーディオパッケージが税込824,250円。年間販売計画台数は9,000台とした。
- 欧州 - イタリアでの価格は、Forza Xが税込4,850EUR、Forza EXが税込5,750EURだった。

2010年型
- 日本 - 一部変更を施し、2010年（平成22年）1月28日に発売した。「Honda Sマチック Evo」に、新たに「S7モード」を追加した。フォルツァ Zは廃止された。車体塗色は、フォルツァ Z及びフォルツァ Z・オーディオパッケージが「デジタルシルバーメタリック」、「キャンディーアルカディアンレッド」、「グラファイトブラック」及び「パールサンビームホワイトの4色、フォルツァ Z ABS及びフォルツァ Z ABS・オーディオパッケージが「グラファイトブラック」及び「パールサンビームホワイト」の2色。メーカー希望小売価格はフォルツァ Zが税込693,000円、フォルツァ Z・オーディオパッケージが税込761,250円、フォルツァ Z ABSが税込756,000円、フォルツァ Z ABS・オーディオパッケージが税込824,250円で、年間販売計画台数は7,500台とした。
- 欧州 - 絶版となった。

2011年型
- 日本 - 2011年（平成23年）2月24日発売。車体塗色は、「グラファイトブラック」、「パールサンビームホワイト」及び「グリントウェーブブルーメタリック」の3色。メーカー希望小売価格はフォルツァ Zが税込693,000円、フォルツァ Z・オーディオパッケージが税込761,250円、フォルツァ Z ABSが税込756,000円、フォルツァ Z ABS・オーディオパッケージが税込824,250円で、年間販売計画台数は2,900台とした。

2012年型
- 日本 - 2012年（平成24年）1月24日から、専用の車体色や座席色などを採用したフォルツァ Z・スペシャルエディションの受注を期間限定で開始した。座席などに「グレーカラー」を採用するなどしている。車体塗色は「グラファイトブラック」。メーカー希望小売価格は税込699,300円、販売計画台数は300台だった。

### 第四世代（MF12）

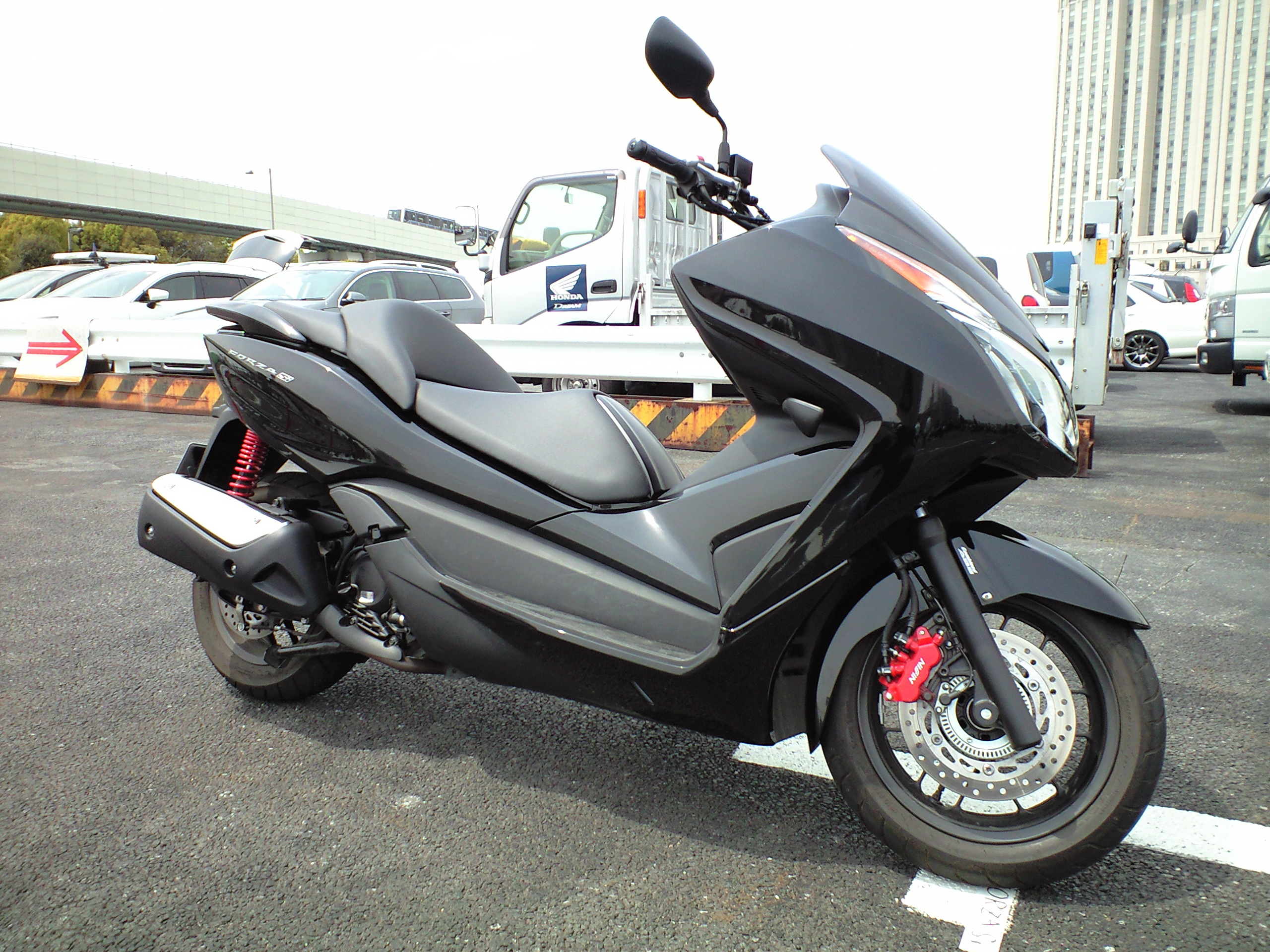
フォルツァ Si（MF12）。

2012年11月開催のミラノショーで発表したForza 300（MF04）の排気量を248cm3に仕様変更したフォルツァ Si（MF12）を、タイホンダマニュファクチュアリングカンパニー・リミテッドが製造し、日本市場で発売した。フォルツァ Z（MF10）とはコンセプトが大きく異なるため、フォルツァ Z（MF10）も併売された。仕様変更についての開発責任者は、FORZA 300（NF04）と同じく本田技術研究所の末田健一が担った。
2013年型
- 日本 - 2013年（平成25年）6月28日に、同年7月19日から販売すると発表した。販売呼称はフォルツァ Si。車体塗色は「アステロイドブラックメタリック」、「グローイングレッド」及び「パールヒマラヤズホワイト」の3色。メーカー希望小売価格は、フォルツァ Siが税込539,700円、フォルツァ Si＜ABS＞が税込589,050円で、年間販売計画台数は5,500台であった。

### 第五世代

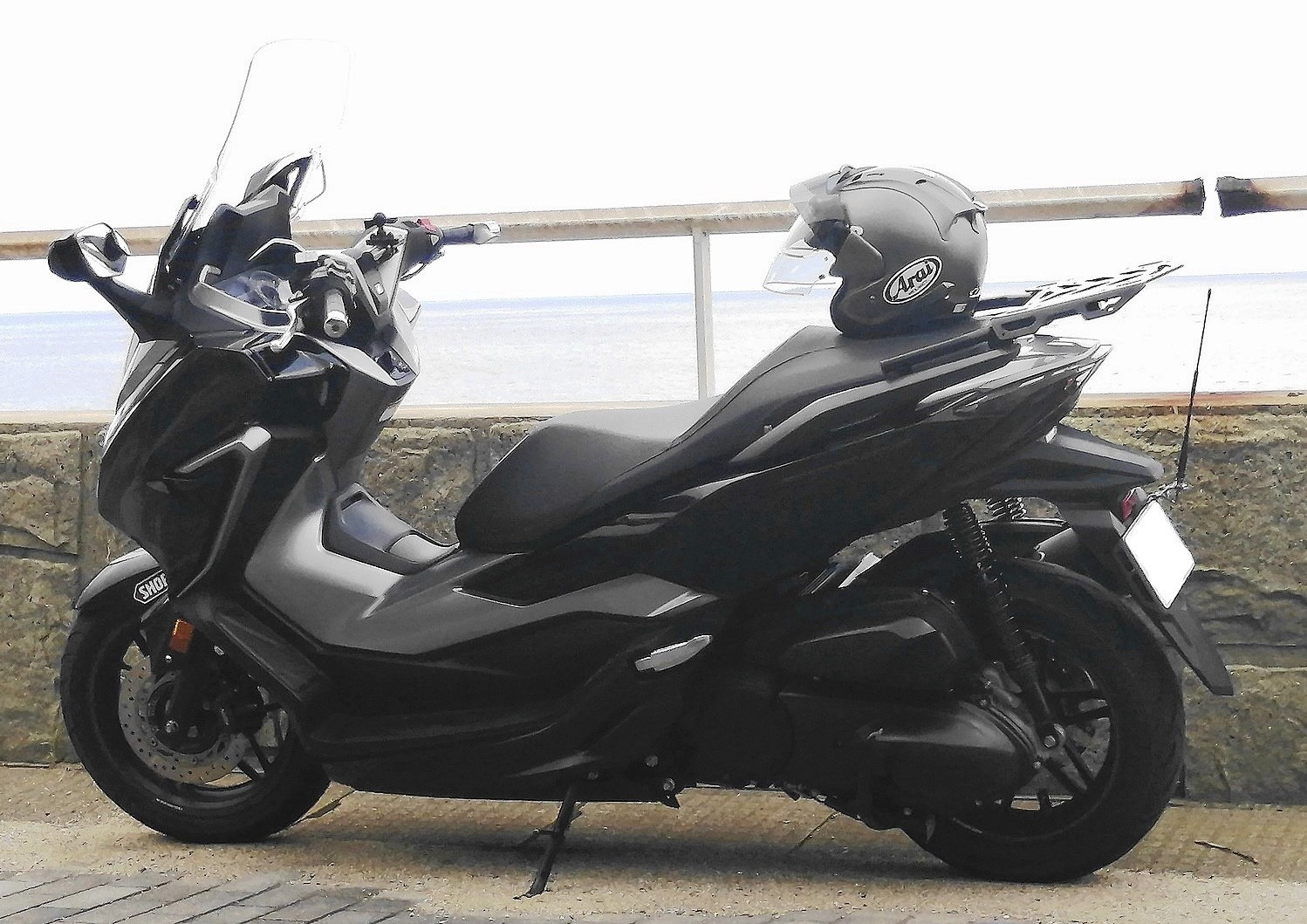
フォルツァ（MF13）。

2018年3月8日からローマで開催されたモトデイズで発表されたForza 300（NF08）を、トルコ、日本及びインドネシアでは、法制等との関係から排気量を250cm3以下に仕様変更して販売された。Forza 300（NF08）と同様に、「Honda セレクタブル トルク コントロール」、電動式可動スクリーン、「Honda SMART Keyシステム」などを採用した。製造は、トルコ向けはホンダ・イタリア・インダストリアーレが、日本及びインドネシア向けはタイホンダマニュファクチュアリングカンパニー・リミテッドが担う。販売呼称は、トルコではFORZA 250、日本ではフォルツァ、インドネシアではFORZAである。

#### MF13
2018年型
- 日本 - 2018年（平成30年）3月16日から開催された大阪モーターショーに「国内初公開」の市販予定車として展示し[88][89]、同年5月11日に、同年7月20日に発売すると発表した[84][90]。原動機は内径68.0mm、行程68.5mm、排気量248cm3で、車体塗色は「パールホライゾンホワイト」、「マットガンパウダーブラックメタリック」及び「アステロイドブラックメタリック」の3色[91][92]。メーカー希望小売価格は税込646,920円で、年間販売計画台数は3,000台とした[93]。同年7月20日の発売日までに受け付けた予約数は1,600台に達した[5]。
- インドネシア - 2018年8月2日から開催されたガイキンド・インドネシア国際オートショー[注 9]で発売を発表した[95]。原動機は内径68.000mm、行程68.567mm、排気量は249.01cm3で、車体塗色はPearl Horizon White、Sword Silver Metallic及びMat Gunpowder Black Metallicの3色[87][96]。乗り出し価格は76,500,000IDRで、納車は同年11月から[97]。同年10月末までに受け付けた予約台数は889台だった[98]。

#### MF14
2018年型
- トルコ - 2018年3月10日に7月から販売すると発表した[99]。しかし、イタリアからの入荷が遅れ、8月11日からの販売となった[100][101]。原動機は内径68.0mm、行程68.6mm、排気量は249cm3で、車体塗色は「Kırmızı」、「Mavi」及び「Gri」の3色[86][102]。価格は税別28,700TRYで、年末までの販売目標は1,500台とされたが[100]、発売から間も無く1000台に達したとしている[103]。

#### MF15
バンコク国際モーターショーで発表したForza 350（NF10）と同様に、新設計エンジン「eSP+」への換装、車枠の一部変更、外装意匠の変更などの改良が施され、型式もMF15に改めた。12V・2Aのオグジュアリー・パワー・アウトレットから5V・3AのUSB Type-Cレセクタブルに換装された。
2021年型
- 日本 - 2021年（令和3年）3月9日に、同月25日に発売すると発表した[107]。原動機は内径67.0mm、行程70.7mm、排気量249cm3で、車体塗色は「パールホライゾンホワイト」、「インディーグレーメタリック」及び「マットガンパウダーブラックメタリック」の3色[108][109]。メーカー希望小売価格は税込658,900円で、年間販売計画台数は2,000台とした[110]。
- インドネシア - 2021年2月9日に発売を発表した[111]。原動機は内径67.000mm、行程70.766mm、排気量は249.50cm3で、車体塗色はPearl Horizon White、Indy Gray Metallic、Mat Gunpowder Black Metallic及びCandy Rosy Redの4色[112][113]。乗り出し価格は83,810,000IDR[114]。

#### MF17
タイホンダカンパニー・リミテッドが2022年10月に一部改良を発表したForza 350（NF10）と同様に、前照灯および尾灯とその周辺の意匠の変更及び計器盤内部の液晶表示装置を大型化などの改良が施され、型式もMF17に改めた。
2023年型
- 日本 - 2022年（令和4年）12月5日に、同月22日に発売すると発表した[注 10][116]。平成32年排出ガス規制に適合している[117]。車体塗色は「パールスモーキーグレー」及び「マットガンパウダーブラックメタリック」の2色[118]。メーカー希望小売価格は税込691,900円で、年間販売計画台数は2,800台とした[119]。

## Forza 300
仕向地により、Forza 300、NSS300 Forzaなどと呼称される。

### 第一世代（NF04）

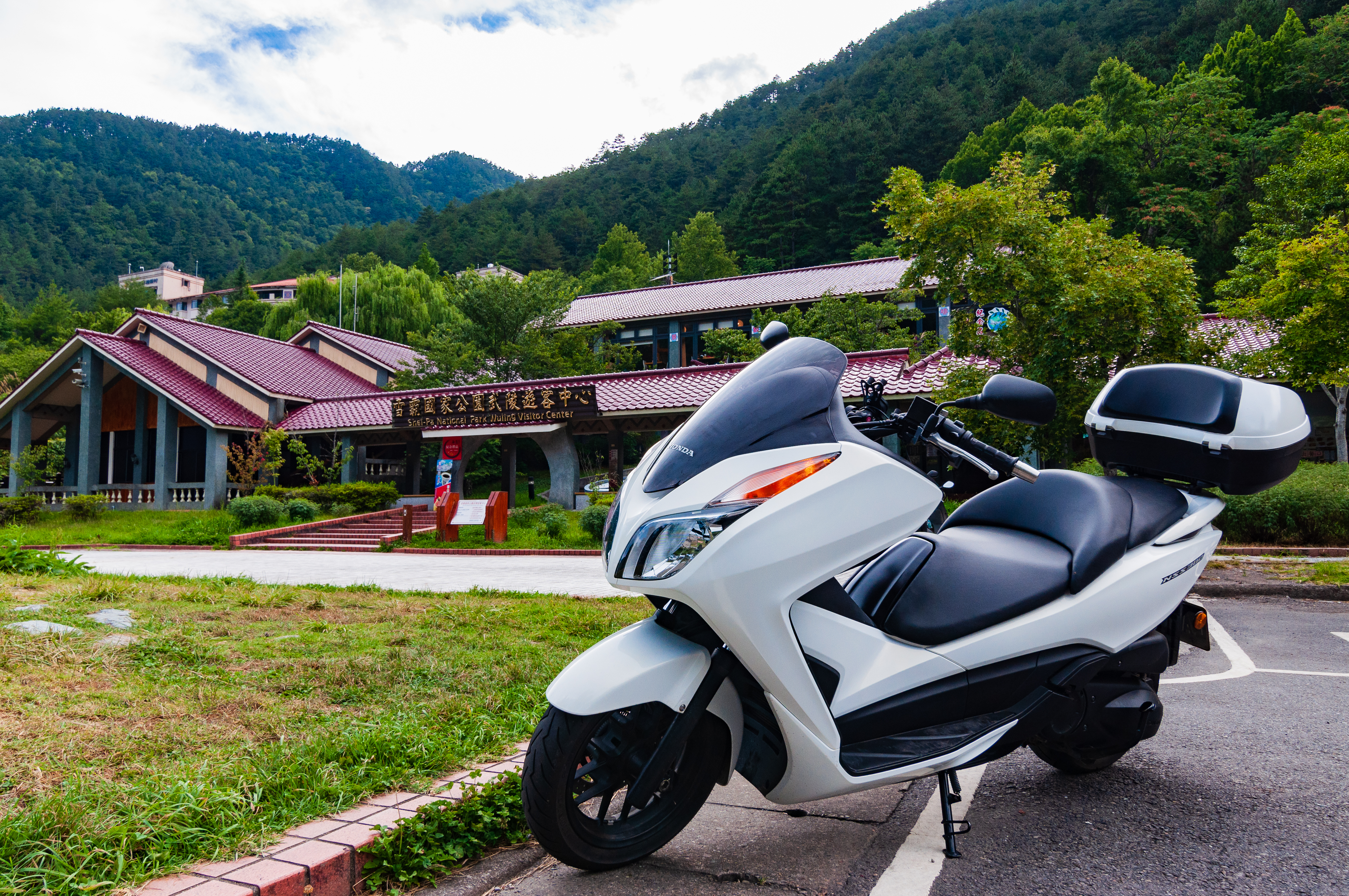
雪覇国家公園の汶水ビジター・センターを訪れたNSS300（NF04）。

ホンダは、2012年11月12日から開催されたミラノショーにてForza 300（MF04）を発表した。Forza 250（NF10）とはコンセプトが異なり、NF10の全面改良ではない。
車体は2名が乗車するのに必要な大きさと、座席下にはフルフェイス・クラッシュ・ヘルメットが2つ入る容積を確保し、高速巡行に考慮した空力特性と、渋滞を容易にすり抜けられる幅狭な車幅を両立する構造とした。新設計の車枠には、剛性を保ちながら約1割の軽量化をなしつつ、高速巡行時の安定性に考慮し、前輪懸架装置は径35mmのテレスコピック・フォークを、後輪懸架装置にはツイン・リア・ショックのアルミニウム製スイングアームを採用した。前後にディスク式制動装置を装備し、コンバインド・ブレーキ・システム若しくはコンバインド・アンチロック・ブレーキ・システムにより、高い制動力を確保した。原動機は、排気量279cm3の単気筒4ストローク・エンジンを搭載し、燃費性能と操作性及び巡航性を実現した。最終駆動はV-Matic自動変速機とベルトを介し、高い応答性並びに加速力を得たとしている。盗難抑止装置Honda Ignition security system（H.I.S.S.）及びオグジュアリー・パワー・アウトレットも装備した。
製造はホンダ・イタリア・インダストリアーレ及びタイホンダマニュファクチュアリングカンパニー・リミテッドが担った。
2013年型
- 欧州 - 2013年8月に発売。車体塗色はAsteroid Black Metallic、Pearl Himalayas White及びSeal Silver Metallicの3色。2014年1月にはトップ・ボックスを標準で装備する限定車Pack Cityも用意された。フランスでの価格は税込5499EUR、Pack Cityは税込5799EUR。

- タイ - 2013年1月9日に2月から販売すると発表した[124]。希望価格は159,000THB[125]。

2014年型
- 欧州 - 絶版となった[126]。
- 米国 -  2013年3月14日に、2014年型を同年7月から販売すると発表した[127]。車体塗色はPearl Redで価格は5,599USD、コンバインド・アンチロック・ブレーキ・システム装着車が6,099USDである[127]。

2015年型
- 米国 -  2014年11月4日に、2015年2月から販売すると発表した[128]。車体塗色はPearl Redで価格は5,599USD、コンバインド・アンチロック・ブレーキ・システム装着車が6,099USDである[128]。

2016年型
- 米国 -  2015年11月17日に、2016年3月から販売すると発表した[129]。車体塗色はPearl Redで価格は5,599USD、コンバインド・アンチロック・ブレーキ・システム装着車が6,099USDである[129]。

### 第二世代（NF08）

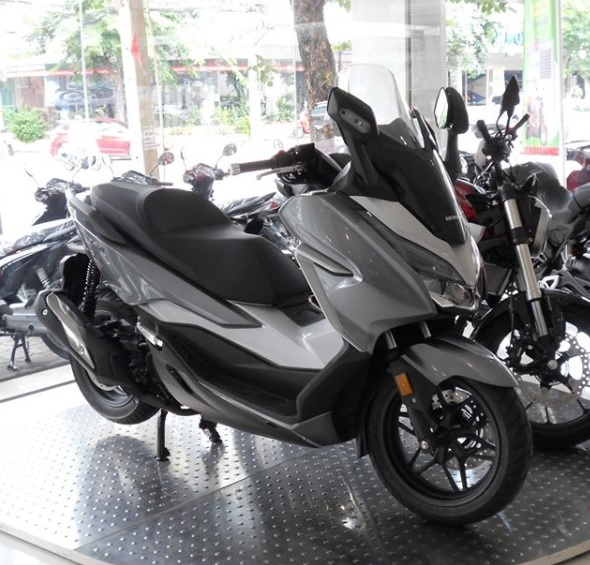
タイの販売店に展示されるForza 300（NF08）。

2018年3月8日からローマで開催されたモトデイズにて発表された。Forza 125（JF60）の成功を受け、Forza 125の全面改良と同時に開発された。両車は排気量の違い以外はほぼ同じ仕様となり、製品の性格はScooter GTに変更された。
車体はキャスター角を0.5度立て、車軸間距離を36mm短くするなどし、車体外寸は小さくなった。また、原動機の冷却装置及び蓄電池を燃料槽と座席下の空間に配置し、重量物の集約化を向上させた。これらのことで、軽快な操縦性を実現したとしている。車輪のリム径を前後とも1インチ大径化した結果、路面追従性及び制動力が強化された。
原動機はSH300i（NF05）と多くの部品を共有している。新設計の車枠などにより、総重量で12kgの軽量化を実現した。これにより動力性能が向上し、スタンディング・スタート200mは0.3秒短縮の11.1秒、最高速度は2km/h増の129km/h、航続距離は24.77km増の376.05kmとなった。加えて灯火類全てをLEDとしたほか、ホンダのスクーターとして初めてとなる「Honda セレクタブル トルク コントロール」の搭載、電動式可動スクリーン及び「Honda SMART Keyシステム」も採用した。計器盤には機械式の速度計と回転計を挟んで大型の液晶表示装置を配し、3種の異なる計器を表示をすることができた。
製造はホンダ・イタリア・インダストリアーレ及びタイホンダマニュファクチュアリングカンパニー・リミテッドが担った。
2018年型
- 欧州 - 2018年7月発売[132]。EU圏内統一排出ガス規制（英語版）のEURO4に対応している[126]。車体塗色はCrescent Blue Metallic、Pearl Nightstar Black、Matt Cynos Grey Metallic及びMatt Pearl Cool Whiteの4色[131]。フランスでの価格は税込5899EUR[132]。
- タイ - 2018年3月28日から開催されたバンコク国際モーターショーで予約受付を開始したと発表した[133]。車体塗色は「Silver」、「White - Blue」、「Black - Silver」の3色で[134]、希望価格は169,000THB[135]。

2019年型
- 欧州 - 車体塗色に追加及び変更はなかった。イタリアでは「トップボックス（スマートキーシステムタイプ）」を標準で装着したversione Deluxeが用意された[136]。
- タイ - 2019年8月14日から発売した[137]。車体塗色は「สีแดง」、「สีน้ำเงิน เทา」、「สีดำ」及び「สีขาว น้ำเงิน」の4色で、希望価格は169,000THB[137]。

2020年型
- 欧州 - 車体塗色に追加及び変更はなかった。Forza販売開始から20年となるのを記念したLimited Editionを販売した[138]。車体塗色を特別色のExclusive ‘Air Force’ Greyとし、赤色のステッチが入った座席、赤色のホイール・リム・シール及び記念のロゴが入ったエンブレムが施され、車体塗色と同色の「トップボックス（スマートキーシステムタイプ）」も用意された[139]。価格は税込で5.890EUR（イタリア）[140]。

## Forza 125
ホンダは、欧州のスクーター市場で一定の規模を有するイタリア、スペイン及びフランスの3カ国にあって、イタリア及びスペインでは小型で高性能なSH125（JF41）及びPCX125（JF47）に高い評価を得つつも、フランスに限っては他社の後塵を拝していた。フランスで125cm3のスクーターは、自動車免許でも運転でき（Bライセンス）、高速道路も利用できることから、高速道路を経由した比較的長距離の移動にも用いられる例が多く、これに対応したScooter GTと呼ばれるカテゴリが存在する。このカテゴリにはS-Wing（JF12）があったが設計が古く、状況を打開できる新型車の開発が望まれていた。Forza 125は、高速巡航に堪え得る動力性能及び空力特性を備えつつ、市街地において取り回しが容易な小型な車格に考慮し設計された。

### 第一世代（JF60）
2014年10月1日から開催されたパリ・モーターショーで発表された。意匠は本田技術研究所の西本太郎が担当した。軽量な車体に、キャスター角を26.5度まで立て、車軸間距離を1,490mmと比較的短くするとともに、前輪懸架装置は径33mmのテレスコピック・フォークを、後輪懸架装置にはツイン・リア・ショックのアルミニウム製スイングアームを装備し、前後とも大経な車輪にディスク式の制動装置を採用することで、軽快な操縦性と強力な制動力を実現した。2名が乗車するのに必要な空間と、座席下にはフルフェイス・クラッシュ・ヘルメットが2つ入る容積を確保した。
新型の原動機eSPは、高出力、高効率で環境負荷も低く、約43.5km/Lの低燃料消費率により500kmの航続距離を実現している。交流発電機（ACG）兼用スターター式「アイドリングストップ・システム」は、従来のセルモーター式「アイドリングストップ・システム」のような減速ギアを持たないため、ギアが噛み合う際に音が発生しない。クランクを吸気前の位置に戻すスイングバック・システムや、圧縮によるクランキング抵抗を打ち消すデコンプレッション機構によりシームレスな使用感を実現させた。可動可能なスクリーンはさまざまな体格の乗員に合わせることができ、高速走行から街乗りまで様々な風圧に対応している。
前部に設けられたグローブ・ボックスにはオグジュアリー・パワー・アウトレットも設置し、灯火類はLEDを採用した。計器板には機械式の速度計と回転計を挟んで大型の液晶表示装置を配した。製造はホンダ・イタリア・インダストリアーレが担った。次代JF69の発売までに3万台を超える販売台数を記録し、フランスでは最も売れた自動二輪車となった。
2015年型
- 欧州 - 2015年4月に発売した。車体塗色はMatt Cynos Grey Metallic、Matt Pearl Cool White with Black、Moondust Silver Metallic with Matt Cynos Grey Metallic、Matt Pearl Cool White with Matt Pearl Pacific Blue及びPearl Nightstar Black with Castagna Brownの5色[162]。フランスでは同年7月末まで新発売特価として税込4,599EURで販売した[163]。
- 日本 - 2015年10月に開催された東京モーターショーに「海外販売モデル」として展示された[164]。

2017年型
- 欧州 - 2016年11月に開催されたミラノショーに合わせ、一部改良が発表された[165]。原動機はEU圏内統一排出ガス規制のユーロ4に対応するとともに、最高出力が0.5kW、最大トルクも0.5Nm増加させた[165]。また、最終減速装置の歯数変更、後輪緩衝装置の改良及び後写鏡の位置変更が施され、「Honda SMART Keyシステム」も採用された[165]。

### 第二世代（JF69）
2018年5月31日に発表された。全面改良にあたってはForza 300（NF08）と同時に開発され、両車は排気量の違い以外はほぼ同じ仕様となった。電動式可動スクリーンが搭載され、計器板には機械式の速度計と回転計を挟んで大型の液晶表示装置を配し、3種の異なった計器を表示する。座席下の収納容量は5.5L増加し、53.5Lとなった。「Honda セレクタブル トルク コントロール」は搭載されない。
製造はホンダ・イタリア・インダストリアーレが担った。
2018年型
- 欧州 - 2018年6月28日発売[171]。車体塗色はMatt Carnelian Red Metallic/Pearl Nightstar Black、Matt Pearl Cool White/Matt Cynos Grey Metallic、Matt Lucent Silver Metallic/Matt Pearl Pacific Blue、Matt Cynos Grey Metallic/Matt Carbonium Grey Metallic及びBlack/Matt Cynos Grey Metallicの5色[172]。フランスでの税込価格は5,099EUR[171]。

### 第三世代（JK02）

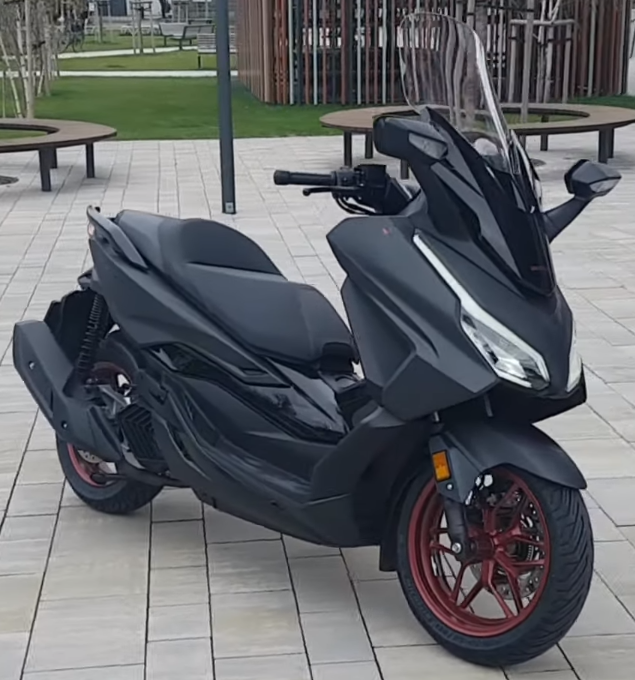
Forza 125 スペシャルエディション（JK02）。

パンデミックにより中止となったミラノショーに代えて、2020年10月14日に書面で大幅改良を発表した。前部の意匠を見直すとともに、電動式可動スクリーンの伸縮長を40mm追加し、空力特性を向上させた。「Honda セレクタブル トルク コントロール」を採用した。また、オグジュアリー・パワー・アウトレットがUSB Type-Cレセクタブルに置き換えられた。製造は、ホンダ・イタリア・インダストリアーレが担った。
2021年型
- 欧州 - EU圏内統一排出ガス規制のEURO5に対応した[174]。車体塗色はMat Cynos Grey Metallic、Pearl Cool White、Pearl Nightstar Black、Lucent Silver Metallic及びMat Carnelian Red Metallicの5色[177]。

2023年型
- 欧州 - 2022年11月開催のミラノショーで発表された[176]。前部のフェアリングをFORZA 750（RH11）に似せた意匠に変更された[178]。車体塗色はMatt Cynos Gray Metallic、Pearl Falcon Gray、Matt Pearl Pacific Blue及びMatt Carnelian Red Metallicの4色[179]。Forza 125 Special Editionも発売され、車体塗色はMatt Cynos Gray Metallicで、車輪、座席のステッチ、計器盤及びエンブレムに赤色が施され、黒色のピリオン・フットペグやステンレス製のフロア・プレートも装着されている[179]。

## Forza 350（NF10）

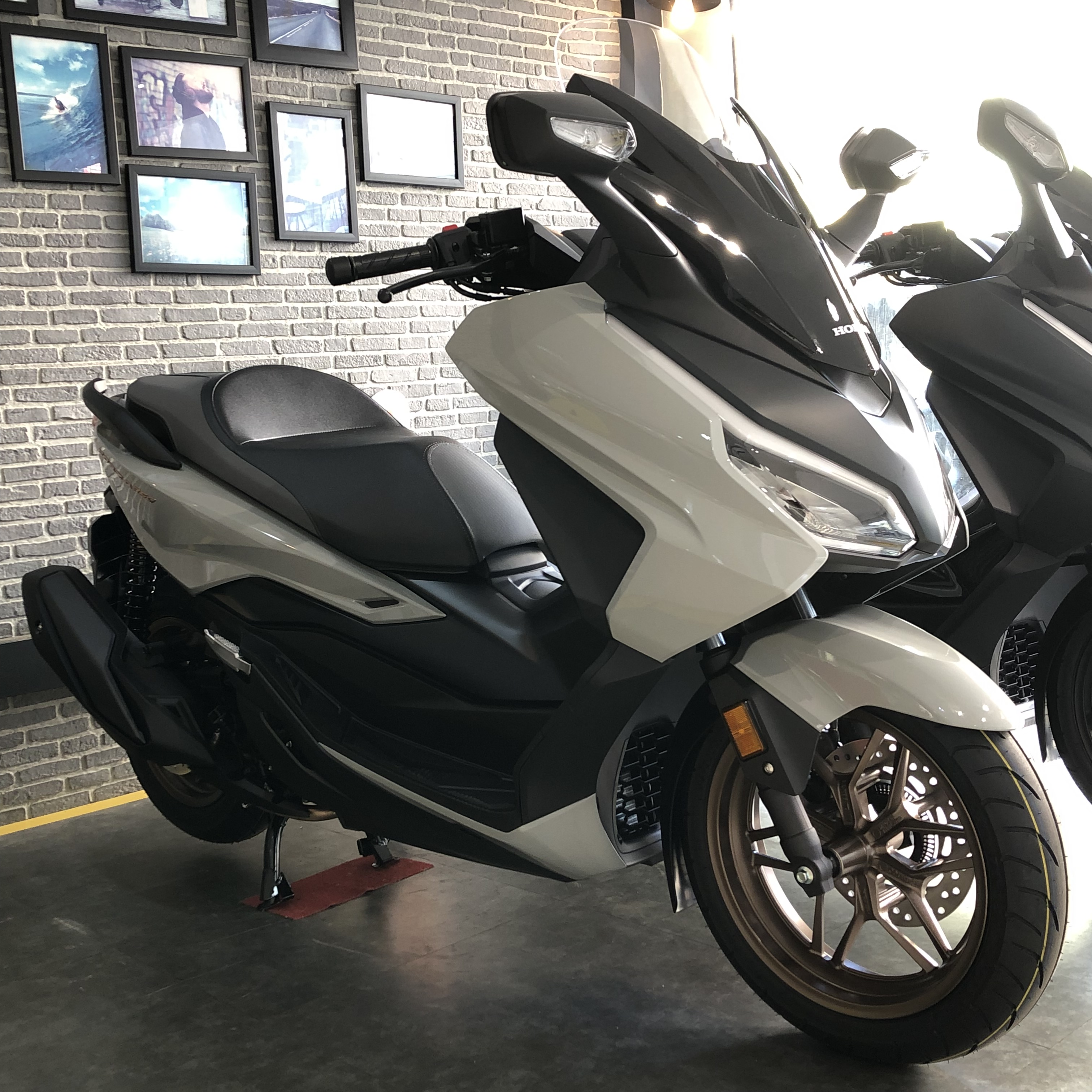
タイの販売店に展示されるForza 350（NF10）。

Forza 300（NF08）の原動機を最新鋭の「eSP+」に換装し、排気量も330cm3に拡大したForza 350（NF10）を、パンデミックでも2020年7月13日から開催されたバンコク国際モーターショーで発表した。前部の外装を見直すとともに、電動式可動スクリーンの伸縮長を40mm追加し、空力特性を向上させた。
「eSP+」となった原動機は、排気量が51cm3拡大され、最高出力は3kW、最大トルクは 4.3Nm増加した。これにより、最高速度は8km/h増の137km/hに、スタンディング・スタート200mは0.7秒短縮の10.4秒となった。また、クランクシャフトも再設計され10%の軽量化を達成した。新採用のバランサー・シャフトにより、振動が低減された。車枠は一部新設計され、原動機冷却装置を燃料槽の前に転置するなど前部分担荷重を増加させた。加えてエマージェンシー・ストップ・シグナル並びにHonda Smartphone Voice Control systemも採用された。オグジュアリー・パワー・アウトレットはUSB Type-Cレセクタブルに置き換えた。製造は、ホンダ・イタリア・インダストリアーレ及びタイホンダマニュファクチュアリングカンパニー・リミテッドが担った。
2021年型
- タイ - 2020年（仏暦2563年）7月14日発売[184]。Standard Type及びHonda Smartphone Voice Control systemを搭載したRoadsync Typeの2種[185]。Standard Typeの希望価格は177,500THBで、車体塗色は「Black」、「White-Blue」、「Red-Black」及び「Blue=Black」の4色[185][186]。Roadsync Typeの希望価格は175,500THBで、車体塗色は「ดำ」及び「สีเทา-ดำ」の2色[185]。初展示となったバンコク国際モーターショーでは、ショー全体で首位となる907台の予約を得た[187]。また、同年12月1日から開催されたモーター・エキスポ2022[注 14]では、会場限定140台のRoadsync Editionを販売した[189]。Roadsync Editionはヘルメットなど用品が附属し、車体塗色は「สีดำ」及び「สีแด」の2色で、価格は177,500THBだった[190]。
- 欧州 - EU圏内統一排出ガス規制のEURO5に対応した[191]。車体塗色はPearl Nightstar Black、Matt Pearl Pacific Blue、Pearl Cool White、Matt Cynos Gray Metallic及びPearl Falcon Grayの5色[191]。

2023年型
前部のフェアリングが、FORZA 750（RH11）に似せた意匠に変更された。
- タイ - 2022年（仏暦2565年）10月4日発売[192]。希望価格179,000THBのStandard Type、希望価格181,000THBでHonda Smartphone Voice Control systemを搭載したRoadsync Type、希望価格221,800THBでナイトロン[注 15]の緩衝装置などを装着したForza Nitron Neon TH1及び希望価格206,900THBでヨシムラの排気管などを装着したForza Yoshimura Gcraft Rising Spirit TH2の4種。車体塗色は、Standard Typeが「SRORMI GREY」、「ECUPSE BLACK」、「SOLAR RED」及び「ENERGETIC BLUE」の4色、Roadsync Typeが「SRORMI GREY」及び「ECUPSE BLACK」の2色[192][194]。
- 欧州 - 車体塗色はPearl Siena Red 、Matt Robust Gray Metallic 、Matt Pearl Pacific Blue with new Bronze wheels、Matt Cynos Gray Metallic及びPearl Falcon Grayの5色[195]。

## Forza 750（RH11）
パンデミックにより中止となったミラノショーに代えて、2020年10月14日に書面で発表された。
Integra（RC71）やX-ADV（RC95）に利用されたNCシリーズのプラットフォームは、2012年の発表から10年を経ようとしており、全面改良の時期に来ていた。X-ADV（RC95）の好評を受けて、市場はより運動性を求めていることも判明した。新世代のNCシリーズのプラットフォームを開発するにあたり、それを利用する新型車Forza 750の開発も並行して行うことで、最適化が図られることとなった。
自動変速機「デュアルクラッチトランスミッション（DCT）」を備えた並列2気筒の原動機を搭載し、スロットル・バイ・ワイヤは3つのライディング・モードが選択できる。液晶表示装置を用いた計器盤、三つのレベルが選択できる「Hondaセレクタブルトルクコントロール」、Honda Smartphone Voice Control system及びHonda SMART Keyシステムを装備した。新設計の車枠により、運動性能の向上及びラゲッジ容量の拡大を図った。製造は熊本製作所が担う。2021年のレッド・ドット・デザイン賞を受賞した。
2021年型
- 欧州 - 2020年12月17日発売[201]。A2ライセンス所持者向けに35kWバージョンが用意された[201]。EU圏内統一排出ガス規制のEURO5に対応している[197]。車体塗色はJeans Blue Metallic、Candy Chromosphere Red、Matt Beta Silver Metallic及びGraphite Blackの4色[197]。英国での価格は税込9,999GBP、フランスでの価格は税込11,649EUR[201][202]。
- 中華民国 - 2021年1月1日から先行予約価格46,800TWDで受注を開始した[203]。
- 韓国 - 2021年3月15日から税込価格14,600,000KRWで発売した[204]。
- シンガポール - Honda Smartphone Voice Control systemは装備しているが利用はできない[205]。車体塗色はJeans Blue Metallic、Candy Chromosphere Red、Matt Beta Silver Metallic及びGraphite Blackの4色[205]。乗り出し価格は35,000SGDにもなる[206]。